# 松阪市立有間野小学校
松阪市立有間野小学校（まつさかしりつ ありまのしょうがっこう）は三重県松阪市にあった市立小学校。
2010年4月1日から松阪市立粥見小学校へ統合され、休校扱いとなった。

## 概要
校歌は3番まであり、各番とも「有間野 有間野 小学校」で終わる。
1975年（昭和50年）には6学級59人が在籍していたが、少子化が進み、2009年（平成21年）には3学級13人まで減少した。最後の卒業生は6名だった。
- 校舎面積：407m2[2]

## 沿革
有間野小学校の歴史は粥見小学校への統合と分離を繰り返しであった。
- 1876年（明治9年）8月 - 第二大学区第四〇中学区第五一番有間野学校が開校。下等科を設置。
- 1881年（明治14年）5月 - 飯高郡第二一学区有間野学校に改称、中等科を設置。
- 1887年（明治20年）
  - 1月 - 小学校令により、飯高郡第一三学区組合有間野学校に改称。
  - 8月6日 - 粥見尋常小学校へ編入され、有間野分教室となる。2年生までが通学した。
- 1890年（明治23年）1月13日 - 粥見尋常小学校第三分教室に改称。
- 1891年（明治24年）3月 - 仮校舎としていた民家の大規模な修繕を実施。
- 1892年（明治25年）7月7日 - 小学校令改正を受け、粥見第四尋常小学校として独立。4年制の尋常小学科を置く。
- 1897年（明治30年）7月 - 運動場を拡張する。
- 1898年（明治31年）8月31日 - 粥見第二尋常小学校に改称。
- 1909年（明治42年）4月16日 - 尋常科5年を設置。
- 1910年（明治43年）6月9日 - 新校舎落成。尋常科6年を設置。
- 1930年（昭和5年）8月 - 雨天体操場を改修し、講堂とする。
- 1941年（昭和16年）4月 - 国民学校令により粥見第二国民学校に改称。
- 1943年（昭和18年）3月31日 - 高等科を設置。
- 1947年（昭和22年）4月30日 - 学制改革により、粥見町立有間野小学校に改称。
- 1948年（昭和23年）2月3日 - 普通教室1棟増設。
- 1956年（昭和31年）8月1日 - 飯南町発足により飯南町立有間野小学校に改称。
- 1959年（昭和34年）10月 - 講堂兼公民館が落成。
- 1969年（昭和44年）5月29日 - 鉄筋コンクリート平屋建の新校舎が竣工。
- 1970年（昭和45年）7月 - プール完成。
- 2007年（平成19年）度 - 三重県ユニバーサルデザインのまちづくり賞学校賞を受賞[4]。
- 2010年（平成22年）
  - 3月19日 - 最後の卒業式を挙行[3]。
  - 3月24日 - 修了式と閉校式を挙行[3]。
  - 3月31日 - 閉校。翌日から休校扱いとなる。

## 旧校区
飯南町有間野

## 出身者
- 森本哲生 - 元衆議院議員